# 鲁联郑攻宋之战
鲁联郑攻宋之战，是指在春秋早期鲁国联合郑国与宋国的戰争。
宋庄公帮助郑厉公赶走兄长郑昭公，向郑国大量索要财物。郑国不堪，与宋国反目。鲁桓公想和宋国、郑国讲和。鲁桓公想和宋国、郑国讲和。前700年（周桓王二十年、鲁桓公十二年）秋，鲁桓公和宋庄公在句渎之丘（今山东省菏泽市牡丹区小留镇）会盟。因为不知道宋国对议和有无诚意，所以又在虚地（今河南省延津县东）会盟；冬，又在龟地会盟。宋庄公拒绝议和，鲁桓公和郑厉公在武父（今山东省东明县西南）结盟，结盟后就率领军队进攻宋国。发生这场战争，是因为宋国不讲信用。《左传》评价说：“如果一再不讲信用，结盟也没有好处。《诗经》说：‘君子屡盟，乱是用长。’就是由于没有信用。”这次战争，无功而返，于是次年爆发纪之战。